# Stanisław Wodzicki
Stanisław Karol Piotr Cyprian Wodzicki herbu własnego (ur. 27 lipca 1764 w Rogowie, zm. 14 marca 1843 w Krakowie) – hrabia, polski polityk konserwatywny, przywódca krakowskiego stronnictwa arystokratycznego, prezes Senatu Rządzącego Rzeczypospolitej Krakowskiej w latach 1818–1831, senator-wojewoda Królestwa Polskiego (kongresowego) w 1829 roku, pamiętnikarz, poeta i botanik.

## Życiorys
Urodził się 27 lipca 1764 w Rogowie, jako pierwszy syn galicyjskiego hrabiego Franciszka Jana (starosty grybowskiego), i Zofii z Korwin-Krasińskich. Lata dzieciństwa spędzał u swej babki w Złotej. Pierwsze nauki (po roku 1769) pobierał na pensji w Krakowie, a następnie uczył się w domu pod kierunkiem pijarów: D. M. Krajewskiego (od roku 1777), F. Schwalbena (od roku 1780) i Francuza – ks. Vanille. W roku 1782 podjął studia prawnicze na Uniwersytecie Lwowskim. Cztery lata później (1786) przybył do Lublina, gdzie doglądał procesów toczonych z rodem Wielopolskich o majątek matki i ciotki Franciszki (królewiczowej). W roku 1787 dwukrotnie wyjeżdżał do Wiednia. W czasie Sejmu Czteroletniego regularnie bywał w Warszawie, a w latach 1789–1792 piastował stanowisko komisarza cywilno-wojskowego dla 2 powiatów: sandomierskiego i wiślickiego. Podczas insurekcji kościuszkowskiej został mianowany ziemiańskim generałem-majorem milicji powiatu sandomierskiego (28 marca 1794), a 7 czerwca objął stanowisko komisarza porządkowego sandomierskiego.
Rok później poślubił hr. Annę Jabłonowską, kasztelankę wiślicką (córkę Rocha Michała i Katarzyny z ks. Ossolińskich) – intercyza ślubna datowana 15 września 1795. Mieli razem następujące dzieci:
- Katarzynę (1799-1845), żonę hr. Ignacego Konarskiego (syna Adama i Julianny z hr. Konarskich, szwagra Jana Kantego Lubienieckiego)
- Władysława (1807-1890), męża Tekli ks. Druckiej-Lubeckiej (córki Karola i Nimfy ze Śliźniów, bratanicy Franciszka Ksawerego Druckiego Lubeckiego)
- Helenę (1807-1882), żonę Edwarda Niemojowskiego (syna Józefa i Ludwiki z Walewskich)
- Emilię (1808-1888), żonę hr. Zygmunta Działyńskiego (syna Ignacego i Szczęsnej z Woroniczów, brata stryjecznego Tytusa Działyńskiego)
- Franciszka (1809-1884), męża hr. Zofii Rzyszczewskiej (córki Stanisława i Celestyny z ks. Czartoryskich)
- Anielę (1810-1830), żonę hr. Zygmunta Działyńskiego
- Julię (1810-1878), żonę Romana Bielskiego (syna Ignacego i Elżbiety z hr. Bielskich)

Od roku 1809 pełnił funkcję dyrektora policji miasta Krakowa. Następnie objął stanowisko radcy prefektury departamentu krakowskiego. Przez kilka miesięcy (od 24 maja 1810) piastował stanowisko zastępcy prefekta. W okresie od 5 września 1810 do grudnia 1813 pełnił funkcję prefekta departamentu krakowskiego w Księstwie Warszawskim. Jako prefekt departamentu krakowskiego przystąpił do Konfederacji Generalnej Królestwa Polskiego w 1812 roku. W dniu 27 marca 1812 został mianowany prezesem nowo utworzonej Komisji Potrzeb Wojskowych Księstwa. Krótko po śmierci ks. Józefa Poniatowskiego ogłosił (26 grudnia 1813) w Krakowie patriotyczne w swej wymowie Obwieszczenie, co skutkowało szykanami okupacyjnego zarządcy departamentu krakowskiego, w osobie Pawła Awierina. Po objęciu stanowiska Prezesa Senatu (listopad 1815) jawił się ultranacjonalistą, który był zwolennikiem Świętego Przymierza, będąc jednocześnie przywódcą rządzącej wówczas oligarchii arystokratycznej.
Od 2 listopada 1815 roku (z inicjatywy komisarzy pełnomocnych państw zaborczych) do 16 stycznia 1831 roku był prezesem Senatu Rządzącego Rzeczypospolitej Krakowskiej. Sprzeciwiał się udzieleniu pomocy powstaniu listopadowemu.
Potwierdzenie tytułu hrabiowskiego uzyskał w 1820 w Królestwie Kongresowym, a w Rosji w 1842.
Jako senator podpisał 21 kwietnia 1831 roku akt detronizacji Mikołaja I Romanowa.
| 4. Piotr Wodzicki             |  |                            |  |  |                       |
|                               |  | 2. Franciszek Jan Wodzicki |  |  |                       |
| 5. Konstancja Dembińska       |  |                            |  |  |                       |
|                               |  |                            |  |  | 1. Stanisław Wodzicki |
| 6. Stanisław Korwin-Krasiński |  |                            |  |  |                       |
|                               |  | 3. Zofia Korwin-Krasińska  |  |  |                       |
| 7. Aniela Humiecka            |  |                            |  |  |                       |
|                               |  |                            |  |  |                       |

## Twórczość
Z zamiłowania był botanikiem-ogrodnikiem. Od 1814 w otoczeniu pałacu w Niedźwiedziu założył ogród, gdzie hodował rzadkie rośliny sprowadzane z całego świata, np.: platan klonolistny. Swoją wiedzę i doświadczenie botaniczne skrupulatnie spisywał, jego obszerne prace znajdują się m.in. na AR w Krakowie. Od roku 1820 czynnie popierał zgłoszoną przez Feliksa Radwańskiego starszego ideę założenia w Krakowie Plant, które powstały w miejscu dawnych obwałowań i fosy miejskiej (Planty zw. ówcześnie przechadzkami lub plantacyami).
W roku 1812 (21 września) został kawalerem Orderu Świętego Stanisława. Był członkiem honorowym Towarzystwa Warszawskiego Przyjaciół Nauk.

### Ważniejsze dzieła i utwory
1. Zabawki, powstałe w latach 1779–1797, autograf (czystopis): Biblioteka Jagiellońska sygn. 7242 III; jeden z wierszy (Napis w Łobzowie) jest ponadto w rękopisie Biblioteki Czartoryskich sygn. 2594, s. 310–313; zawartość: Zbiór wierszy oryginalnych i tłum. następująco zgrupowanych: I. Kawałki tłumaczone; II. Bajki tłumaczone; III. Krotochwile; IV. Bajki oryginalne; V. Napisy; VI. Powieści z Grécourta tłumaczone; VII. Wiersze z rozmaitych okoliczności; VIII. Pieśni; IX. Wiersze z rozmaitych okoliczności (cd.); porównaj także Przekłady poz. 1-14; bruliony niektórych wierszy rozproszone w papierach Wodzickiego przechowywanych w Ossolineum
2. Uwagi nad pytaniem: Czyli Żydzi polscy mają być, lub nie, przypuszczeni do praw obywatelskich i politycznych?, Kraków 1816
3. Mowa... przy katafalku Tadeusza Kościuszki, dnia 23 czerwca 1818 (Kraków 1818)
4. O hodowaniu, użytku, mnożeniu i poznawaniu drzew, krzewów, roślin i ziół celniejszych ku ozdobie ogrodów, przy zastosowaniu do naszej strefy. Dzieło miłośnikom ogrodów poświęcone przez...: t. 1-2, Kraków 1818; t. 3, Kraków 1820; t. 4: Obejmujący dodatki do t. 2 i 3 z późniejszych dzieł tudzież pism periodycznych ogrodniczych wyczerpane, Kraków 1825; t. 5: Obejmujący wyjątki z nowych dzieł ogrodniczych r. 1825 drukowanych, niemniej przybyłych do mego zbioru roślin i tych które w poprzednich tomach opuszczone zostały, Kraków 1825; t. 6: Jako nowy dodatek do trzech pierwszych, obejmujący cokolwiek okazało się ciekawego z dzieł nowych w tym przedmiocie, Kraków 1828; wyd. 2 poprawione t. 1-3: Kraków 1824-1827; fragm. rękopisu: Ossolineum sygn. 11661/III; w t. 1 wstęp: O wpływie oświaty ludów na ogrody, a nawzajem o wpływie ogrodów na obyczaje i szczęście domowe; także ogłoszone w „Roczniku Towarzystwa Naukowego Krakowskiego z Uniwersytetem Połączonego” t. 3 (1818), s. 68–91
5. Notice sur l’horticulture de l’ancienne Pologne, „Annales de l’Institut Royal Horticole de Fromont” t. 5, Paryż 1833; „Journal de l’Académie d’Horticulture” 1833 t. 1; przekład polski: Wiadomość o ogrodnictwie w dawnej Polsce, „Ogrodnik Polski” 1884 nr 10-13
6. Pamiętniki, powstałe w latach 1837–1843; t. 1: Przygody tak prywatnego, jak publicznego życia mego. Rocznik 1840; t. 2: Wspomnienia 77-letniego starca jako dodatek do historii Stanisława Augusta, zaczęty 1837 r.; t. 3: Wspomnienia 80-letniego starca jako dodatek do historii Stanisława Augusta, zaczęty 1837 r. aż po r. 1842; t. 4: Część trzecia moich pamiętników, od Sejmu Czteroletniego poczynając aż do śmierci Stanisława Augusta, to jest od r. 1788 do 1798; t. 5: O urzędowaniu moim w Rzeczypospolitej Krakowskiej, 1805-1831; rękopisy: Ossolineum sygn. 6642-6646/III (z Archiwum Wodzickich z Kościelnik); t. 1-2 (fragmenty) pt. Wspomnienia z przeszłości od roku 1768 do roku 1840, „Czas” 1872 i osobno Kraków 1873 – t. 5 pt. Pamiętniki..., Kraków 1888 „Biblioteka Nowa Uniwersalna”; fragmenty przedrukowała J. Bieniarzówna w: Rzeczpospolita Krakowska 1815-1846. Wybór źródeł, Wrocław (1951) „Biblioteka Narodowa” seria I, nr 138, s. 289–294, 309–311; odpis z t. 2 w Bibliotece Jagiellońskiej sygn. 6451 IV.

Ponadto liczne mowy i pisma urzędowe Wodzickiego w rękopisach, Zdanie... względem kopalń jaworznickich ogłosiła J. Bieniarzówna Rzeczpospolita Krakowska 1815–1846. Wybór źródeł, Wrocław (1951) „Biblioteka Narodowa” seria I, nr 138, s. 133–140.

### Przekłady
1. É. D. Desforges de Parny: Do W... Z..., powst. 1780, autograf przekł. tego wiersza i następnych zobacz Ważniejsze dzieła i utwory poz. 1
2. P. Corneille: Kawałek z tragedii Cynna (Akt 2 sc. 1), powst. 1781
3. J. W. de Grécourt: Powieści, powst. 1782
4. A. L. Thomas: Czas, powst. 1782
5. J. B. Rousseau: Wierność, powst. 1782
6. B. Imbert: Do hrabiego du Nord, powst. 1782
7. H. de Racan: Szczęśliwość cnotliwego, powst. 1782
8. P. J. B. Desforges-Maillard: Rozkosz cnoty nieoddzielna, powst. 1782
9. Ch. F. Panard: Zazwyczaj cnotliwi tylko podpadają obmowie, powst. 1782
10. E. Le Brun: Nieszczęsne gry skutki, powst. 1782
11. A. Deshoulières: O grze, powst. 1782
12. Voltaire: Kart potęga, powst. 1782
13. S. L. Mercier: Wybór bajek z Mon Bonnet de Nuit, powst. 1787
14. C. J. Rouget de Lisle: Hymn Marsylczyków polski, powst. około roku 1793, rękopis: Biblioteka Jagiellońska sygn. 7243 IV.

### Listy i materiały
1. Do Eliasza Wodzickiego z lat 1791–1794 cztery listy i 2 kopie, rękopis: Ossolineum sygn. 11675/II
2. Do Tekli z Wodzickich Małachowskiej z roku 1807 trzy listy, rękopis: Ossolineum sygn. 11863/II
3. Do różnych adresatów zbiór listów z lat 1810–1840; m.in. do: Aleksandra I, K. v. Metternicha, Jana Śniadeckiego, J. P. Woronicza, M. Badeniego z lat 1810–1815, żony Anny z lat 1819–1840; ponadto od: zięciów, córek i in., rękopis: Ossolineum sygn. 11659/II (w tym zbiorze także korespondencja żony Wodzickiego)
4. Do M. Badeniego zbiory listów, rękopis: Biblioteka PAN Kraków sygn. 1696a, 2459; fragm. listu z 17 września 1822 ogł. J. Bieniarzówna jak wyżej Ważniejsze dzieła i utwory poz. 6, s. 90–91
5. Do Antoniego Stadnickiego z lat 1817–1824 zbiór listów, rękopis: Ossolineum sygn. 1430/I; wyjątki ogłosił dr Br. Ł.: Z listów prezesa Rzeczypospolitej Krakowskiej, „Biblioteka Warszawska” 1904 t. 2, s. 375–384
6. Do ambasadora francuskiego w Wiedniu z roku 1819, ogł. M. Krzywosąd Kępieński, „Biblioteka Warszawska” 1883 t. 4, s. 409–410
7. Korespondencja z K. v. Metternichem z lat 1820–1821, rękopis: Archiwum Państwowe w Wiedniu (Haus-Hof- u. Staatsarchiv, Krakau 30), 10 listów z okresu: 10 października 1820 – 3 grudnia 1821, ogł. W. Bobkowska w: Korespondencja Metternicha w sprawie Uniwersytetu Krakowskiego, 1820-1829, Kraków 1935 „PAU. Archiwum Komisji do Dziejów Oświaty i Szkolnictwa w Polsce” nr 3; list od Metternicha ogł. M. Krzywosąd Kępieński, „Biblioteka Warszawska” 1883 t. 4, s. 223
8. Korespondencja z Walentym Liwińskim z 10–12 grudnia 1820 i in., rękopis: Archiwum Uniwersytetu Jagiellońskiego (Akta Senatu sygn. I 439)
9. Do Antoniego Radziwiłła, konserwatora Uniwersytetu z ramienia Prus, rękopisy Wojewódzkiego Archiwum Państwowego w Poznaniu (Namiestnik VIII)
10. Do I. Sobolewskiego z 28 lutego 1821, ogł. A. Tessarczyk: Rzeczpospolita Krakowska, Kraków 1863, s. 160–161; przedr. J. Bieniarzówna w: Rzeczpospolita Krakowska 1815-1846. Wybór źródeł, Wrocław (1951) „Biblioteka Narodowa” seria I, nr 138, s. 240–242
11. Do N. N. Nowosilcowa z 18 marca 1821, rękopis: Wojewódzkie Archiwum Państwowe w Krakowie (Wolne Miasto Kraków sygn. III-2-F 1)
12. Korespondencja z Janem Śniadeckim z okresu październik-grudzień 1821, ogł. M. Baliński w: Pamiętniki o Janie Śniadeckim t. 1, Wilno 1865 (1864)
13. Do Tadeusza Wasilewskiego z lat 1825–1835 pięć listów, rękopis: Ossolineum sygn. 4364/II
14. Do Daniela Edwarda Friedleina z roku 1836, rękopis: Biblioteka Jagiellońska sygn. 7836 IV
15. Do Henryka Wodzickiego z lat 1839–1843 dwa listy, rękopis: Ossolineum sygn. 11764/II
16. Do barona Morenheima (brak daty), rękopis: Ossolineum sygn. 6642/III
17. Od różnych adresatów zbiór 112 listów z lat 1792–1837; m.in. od: J. S. Dembowskiego z roku 1792, D. M. Krajewskiego z roku 1814, A. K. Czartoryskiego z roku 1815, A. J. Czartoryskiego z roku 1816, F. Gawdzickiego z roku 1823, od zięciów i dzieci; rękopis: Ossolineum sygn. 11654/II
18. Od T. Kościuszki z 28 marca 1794, ogł. L. Siemieński w: Listy Kościuszki do jenerała Mokronowskiego i innych osób, Lwów 1877, s. 133–136
19. Od M. Badeniego z lat 1810–1824 (234 listy!), rękopis: Ossolineum sygn. 11653/II; kilka listów z lat 1821–1823 ogł. M. Krzywosąd Kępieński, „Biblioteka Warszawska” 1883 t. 4, s. 397–398, 400-403
20. Od różnych osób z lat 1810–1837 (84 listy); m.in. od: F. Węgleńskiego z lat 1810–1811, T. Wawrzeckiego z roku 1814, J. P. Woronicza z lat 1817–1829, J. Zajączka z lat 1817–1821, swych dzieci; rękopis: Ossolineum sygn. 11657/II
21. Od różnych osób z lat 1810–1838 (108 listów); m.in. od: S. Staszica z lat 1816–1817, Jana Śniadeckiego z lat 1820–1822, Towarzystwa Medyczno-Botanicznego w Londynie z roku 1828, swej rodziny; rękopis: Ossolineum sygn. 11656/II
22. Od różnych osób z lat 1812–1840 (84 listy); m.in. od: J. U. Niemcewicza z lat 1812–1828, T. Mostowskiego z roku 1816, K. v. Metternicha z lat 1821–1823, T. Matuszewicza (obrońcy prawnego) z lat 1832–1840; rękopis: Ossolineum sygn. 11655/II
23. Od Tadeusza Kamieńskiego z roku 1814 podanie, rękopis: Ossolineum sygn. 2400/II
24. Od Stanisława Zarzeckiego z lat 1815–1826 (140 listów, ponadto 3 listy bez adresata), rękopis: Ossolineum sygn. 11658/II; 3 listy z roku 1828 ogł. M. Krzywosąd Kępieński, „Biblioteka Warszawska” 1884 t. 1, s. 218–219, 233-235
25. Od Aleksandra I z 19 listopada/1 grudnia 1815, ogł. M. Krzywosąd Kępieński, „Biblioteka Warszawska” 1883 t. 4, s. 8
26. Od różnych adresatów zbiór listów z lat 1817–1831; m.in. od: S. K. Potockiego z roku 1817, N. N. Nowosilcowa z lat 1820–1821, I. Sobolewskiego z roku 1821, J. Zajączka z lat 1821–1824, S. Grabowskiego z roku 1822, F. Nakwaskiego z roku 1831; rękopis: Ossolineum sygn. 6642/II; list Sobolewskiego z 9 marca 1821 ogł. J. Bieniarzówna w: Rzeczpospolita Krakowska 1815-1846. Wybór źródeł, Wrocław (1951) „Biblioteka Narodowa” seria I, nr 138, s. 161–162
27. Od A. Radziwiłła z 9 listopada 1820, ogł. M. Krzywosąd Kępieński, „Biblioteka Warszawska” 1884 t. 1, s. 224
28. Od intendenta policji A. Kosteckiego z 8 lutego 1821, rękopis: Wojewódzkie Archiwum Państwowe w Krakowie (Wolne Miasto Kraków sygn. III-2-F 1)
29. Od N. N. Nowosilcowa z 23 marca/4 kwietnia 1821, od A. J. Czartoryskiego z 11 grudnia 1830, rękopis: Biblioteka PAN Kraków sygn. 1054
30. Od D. Oebschelwitza z 15 sierpnia 1823, ogł. M. Krzywosąd Kępieński, „Biblioteka Warszawska” 1883 t. 4, s. 404–405
31. Od Józefa Załuskiego z lat 1825–1828 trzy listy, ogł. M. Krzywosąd Kępieński, „Biblioteka Warszawska” 1883 t. 4, s. 405–406; 1884 t. 1, s. 240–242
32. Od A. Czapskiego z 16 grudnia 1825, ogł. J. Bieniarzówna w: Rzeczpospolita Krakowska 1815-1846. Wybór źródeł, Wrocław (1951) „Biblioteka Narodowa” seria I, nr 138, s. 174–175
33. Od różnych adresatów 11 listów z lat 1834–1840; m.in. od: Franciszka Ludwika Wodzickiego z lat 1834–1837, Katarzyny Konarskiej z Wodzickich z lat 1835–1838, Ignacego Konarskiego z roku 1836, Edwarda Niemojewskiego z roku 1839; rękopis: Biblioteka Jagiellońska sygn. 7667 IV (tu także różne papiery Wodzickiego z lat: 1797-1799, 1824-1840)
34. Od Edwarda Niemojewskiego z roku 1837, rękopis: Biblioteka Jagiellońska sygn. 7913 III, t. 2, k. 10-11
35. Obwieszczenie. W Krakowie 26 grudnia 1813 roku, Kraków 1813 (druk plakatowy), egz. w Bibliotece Jagiellońskiej sygn. 15184 III
36. Katalog roślin ogrodu Niedźwieckiego, których nabywać w zamian tamże brakujących każdemu wolno; z r. 1813, brak miejsca wydania (1813)
37. Materiały do działalności publicznej w Krakowie, m.in. do sprawy tajnych stowarzyszeń młodzieży z 1821, rękopis: Ossolineum sygn. 11660/III
38. Szklarnie ogrodu Niedźwiedzkiego, czyli spis zimochowków tamże hadowanych, Kraków (1825); ukazały się 2 dodatki: Dodatek do spisu cenniejszych zimochowków ogrodu Niedźwiedzkiego od r. 1825 do 1827 (Kraków 1828); Drugi dodatek do spisu roślin niedźwiedzkich od 1 października 1827 do 1 lipca 1829 (Kraków 1829)
39. Dziennik ogrodniczy 7 kwartałów od 1 stycznia 1829 do ostatniego grudnia 1830 t. 1-2, Kraków 1829 – Lwów 1830; t. 3 (za lata 1831–1833), Kraków 1834; t. 4 (za lata 1834–1835), Kraków 1836
40. Dyplomy, nominacje, powinszowania, panegiryki na cześć Wodzickiego, wypisy z dzieł literackich, rękopis: Ossolineum sygn. 11662/III; Nominacje na prezesa Rzeczypospolitej Krakowskiej i na senatora-kasztelana Królestwa Polskiego ogł. M. Krzywosąd Kępieński, „Biblioteka Warszawska” 1883 t. 4, s. 9–10, 388-389
41. Wypiski z różnych autorów (własność Wodzickiego, zawierają też jego autografy), rękopisy: Biblioteka Jagiellońska sygn. 7241-7243, 7339 IV (zobacz także Ważniejsze dzieła i utwory poz. 1)
42. Papiery majątkowe, rękopis: Ossolineum sygn. 11626/II
43. Klepsydra z zawiadomieniem o eksportacji zwłok, rękopis: Biblioteka Jagiellońska sygn. 4574.

Pozostałe dość liczne materiały dotyczące działalności publicznej Wodzickiego znajdują się w Wojewódzkim Archiwum Państwowym w Krakowie (Wolne Miasto Kraków) i Archiwum Uniwersytetu Jagiellońskiego (Akta Senatu).

## Wybrane opracowania nt. twórczości Wodzickiego
1. Akty powstania Kościuszki t. 1, 3: wyd. Sz. Askenazy, W. Dzwonkowski, E. Kipa, R. Morcinek, Kraków 1818 – Wrocław 1955
2. A. Czapski: (Notatnik z około 1803 roku), rękopis: Biblioteka Poznańskiego Towarzystwa Przyjaciół Nauk sygn. 241, s. 4 i następne
3. E. Komar: Do J. W. S. Wodzickiego prefekta Departamentu Krakowskiego, Kraków 1811
4. W. Turski: W dzień imienin... S. Wodzickiego... r. 1811, brak miejsca wydania (1811)
5. Pomniki prawa Rzeczypospolitej Krakowskiej t. 1: wyd. W. Tokarz, Kraków 1932 (m.in. Protokoły Komisji Organizacyjnej z lat 1815–1818)
6. Rzeczpospolita Krakowska, 1815-1846. Wybór źródeł: wstępem i objaśnieniami opatrzyła J. Bieniarzówna: Wrocław (1951) „Biblioteka Narodowa” seria I, nr 138
7. F. Salomoński: Wiersz uświetniający uchwałę sejmową w dniu 10 grudnia r. 1818, zatwierdzającą następne trzechlecie... Prezesa Senatu Rządzącego J. W. S. hr. Wodzickiego (Kraków 1818)
8. Korespondencja Metternicha w sprawie Uniwersytetu Krakowskiego, 1820-1829: wyd. i wstępem poprzedziła W. Bobkowska, Kraków 1935 „PAU. Archiwum Komisji do Dziejów Oświaty i Szkolnictwa w Polsce” nr 3
9. Do J. W. S. hr. Wodzickiego... z powodu jednomyślnego potwierdzenia go na urzędzie prezesa Senatu Rządzącego... Dnia 5 grudnia 1821 r. w Krakowie: (Kraków 1821)
10. M. Dubiecki: Adresse à S. E. M. le Comte Wodzicki... pour souhaiter la Nouvelle Année 1821: (Kraków 1821)